# Иллирия (Луганская область)
Иллирия (укр. Іллірія) — село в Лутугинском районе Луганской области Украины. Находится на территории, фактически подконтрольной непризнанной Луганской Народной Республике. Административный центр Иллирийского сельского совета.

## География
Село расположено на берегах реки Ольховой. С севера примыкает село Великая Мартыновка. Ближайшие населённые пункты — сёла Малая Юрьевка и Малая Мартыновка на юго-западе, выше по течению реки Ольховой; посёлки Шимшиновка на севере, Комсомолец на северо-востоке; сёла Ушаковка, Захидное, посёлки Новопавловка, Ясное (все ниже по течению Ольховой) на востоке, Мирное на юго-востоке.

## Население
Население по переписи 2001 года составляло 646 человек.

### Известные жители
- Шевченко, Михаил Евгеньевич (1906—1967) — председатель Ворошиловградского облисполкома (1940—1942).

## Общие сведения
Почтовый индекс — 92018. Телефонный код — 6436. Занимает площадь 0,387 км².

## Местный совет
92018, Луганская обл., Лутугинский р-н, с. Иллирия, ул. Советская, 15; тел. 23-2-48